# 伊号第三百六十八潜水艦
| 画像をアップロード |                                                                     |
| 艦歴               |                                                                     |
| 計画               | 昭和18年度計画（改⑤計画）                                           |
| 起工               | 1943年7月15日                                                       |
| 進水               | 1944年1月29日                                                       |
| 就役               | 1944年8月25日                                                       |
| その後             | 1945年2月27日戦没                                                   |
| 除籍               | 1945年4月10日                                                       |
| 性能諸元           |                                                                     |
| 排水量             | 基準1,440t、常備1,779t 水中2,215t                                   |
| 全長               | 73.50m                                                              |
| 全幅               | 8.90m                                                               |
| 吃水               | 4.76m                                                               |
| 機関               | 艦本式23号乙8型ディーゼル2基2軸 水上：1,850馬力 水中：1,200馬力     |
| 速力               | 水上：13.0kt 水中：6.5kt                                            |
| 航続距離           | 水上：10ktで5,000海里 水中：3ktで120海里                            |
| 燃料               | 重油：282トン                                                       |
| 乗員               | 55名                                                                |
| 兵装               | 40口径14cm単装砲1門 25mm単装機銃2挺 53cm魚雷発射管 艦首2門、魚雷2本 |
| 備考               | 安全潜航深度：75m 物資搭載量：艦内65トン、艦外20トン                |

伊号第三百六十八潜水艦（いごうだいさんびゃくろくじゅうはちせんすいかん）は、大日本帝国海軍の潜水艦。伊三百六十一型潜水艦の8番艦。回天攻撃隊参加中に硫黄島付近で戦没。以下、日本海軍の潜水艦名は「伊368潜」等と略記する。

## 艦歴
1942年の改⑤計画第5468号艦。1943年7月15日、横須賀海軍工廠にて起工。1944年1月29日に進水。8月25日に竣工。佐世保鎮守府籍。同日、第十一潜水戦隊に編入。
11月2日、第七潜水戦隊に編入。
「伊368潜」は輸送作戦に従事することなく回天搭載艦へと改装された。
アメリカ軍の硫黄島侵攻に対し、「伊368潜」と「伊44潜」、「伊370潜」で回天特別攻撃隊千早隊を編成。「伊368潜」は回天5基を搭載して1945年2月20日に大津島基地を出撃し、未帰還となった。2月27日、「伊368潜」は硫黄島西方、北緯24度7分、東経140度19分においてアメリカ護衛空母「アンツィオ」搭載機のMk24電池式音響魚雷による攻撃で撃沈された。乗員85名、回天搭乗員など10名全員戦死。
3月14日、硫黄島付近で喪失と認定。
4月10日、除籍。

## 歴代艦長
※『艦長たちの軍艦史』446頁による。

### 艦長
1. 中山伝七 少佐：1944年8月25日 -
2. 入沢三輝 大尉：1944年8月31日 - 1945年2月27日戦死